# Carlos Echánove Trujillo
Carlos Echánove Trujillo (1907 - 1976) fue un abogado, sociólogo, historiador y escritor mexicano, nacido en Mérida, Yucatán y fallecido en la Ciudad de México. Coordinó la primera edición de la Enciclopedia Yucatanense obra en ocho volúmenes redactada por más de 50 especialistas mexicanos y extranjeros sobre temas de la Península de Yucatán.

## Datos biográficos
Estudió en el Instituto Literario de Yucatán. Obtuvo su título de abogado en la Facultad de Derecho de la Universidad del Sureste en la ciudad de Mérida.
Durante la década de 1930 publicó una serie de artículos sobre el pensamiento sociológico y filosófico de Antonio Caso como parte de su especialización en sociología. Desarrolló con este filósofo mexicano una amistad que le llevó a impartir cursos de sociología en la Universidad Nacional Autónoma de México. Durante sus años de catedrático escribió un libro de texto llamado Sociología Mexicana que llenó un vacío en el ámbito académico de la materia.
Fue también catedrático y conferencista en el extranjero. Dio clases en la Universidad de Argel, Argelia y en París, Francia, invitado por el sociólogo G. H. Bousquet, impartió conferencias en el Centre d'Etudes Sociologiques y en la Facultad de Derecho de la Universidad de París. En este último país publicó su estudio La procedure mexicaine de Amparo. En la ciudad de Roma publicó un ensayo denominado La sociología y el pensamiento social en México desde Antonio Caso.
Durante la gubernatura de Ernesto Novelo Torres, por iniciativa del propio Echánove Trujillo se editó, coordinada por él, la primera edición de la obra monumental llamada Enciclopedia Yucatanense, recopilación histórica y temática del acontecer yucateco, en 8 volúmenes, escrita conjuntamente por 50 especialistas en los diversos temas que se abordan en la obra. 
Fue miembro de la Liga de Acción Social de Yucatán. Falleció en la Ciudad de México en 1976, a la edad de 69 años.

## Obra
- Yucatán, guía de visitantes.
- Rejón, jurista y constituyente.
- Leona Vicario, la mujer fuerte de la independencia.
- La vida prócer de Quintana Roo.
- Juan Crisóstomo Cano, héroe de Chapultepec.
- La sociología y el pensamiento social en México, desde Antonio Caso.
- La vida pasional e inquieta de don Crescencio Rejón.
- Entre el mar y el gran desierto.
- Coordinó la primera edición de la Enciclopedia Yucatanense.